# Michael Murillo
Pour les articles homonymes, voir Murillo et Bermúdez.
Murillo  Bermúdez est un nom espagnol. Le premier nom de famille, en général paternel, est Murillo ; le second, en général maternel, souvent omis, est Bermúdez.
Michael Amir Murillo Bermúdez, plus communément appelé Amir Murillo, né le 11 février 1996 à Panamá, est un footballeur international panaméen qui évolue au poste d'arrière droit à l'Olympique de Marseille.

## Biographie

### Carrière en club

#### Débuts professionnels
Murillo arrive à San Francisco.[réf. souhaitée]
Le 18 février 2017, il est prêté aux Red Bulls de New York qui évolue en Major League Soccer. Puis, le 4 mai, il fait ses débuts en MLS face au Sporting Kansas City, lors d'une défaite 2-0.[réf. souhaitée]
À l'issue de la saison 2019, les Red Bulls n'activent pas son option, il se retrouve alors libre de négocier avec une équipe hors MLS.[réf. souhaitée]

#### RSC Anderlecht (2020-2023)
Le 6 décembre 2019, il s'engage alors avec le RSC Anderlecht en Jupiler Pro League et son contrat avec les Mauves s'étend jusqu'à 2023.

#### Olympique de Marseille (2023-)
Le 30 août 2023, Michael Murillo s'engage avec l'Olympique de Marseille. Il marque son premier but face à Lyon le 6 décembre 2023, lors de la victoire 3-0 au stade Vélodrome.[réf. souhaitée]

### Carrière internationale
Il est convoqué pour la première fois en équipe du Panama par le sélectionneur national Hernán Darío Gómez, pour un match amical contre le Nicaragua le 15 mars 2016. Le match se solde par une défaite 1-0 des Panaméens. Lors de sa deuxième sélection, le 27 avril, il inscrit son premier but contre la Martinique en amical, lors d'une victoire 2-0 des Panaméens.

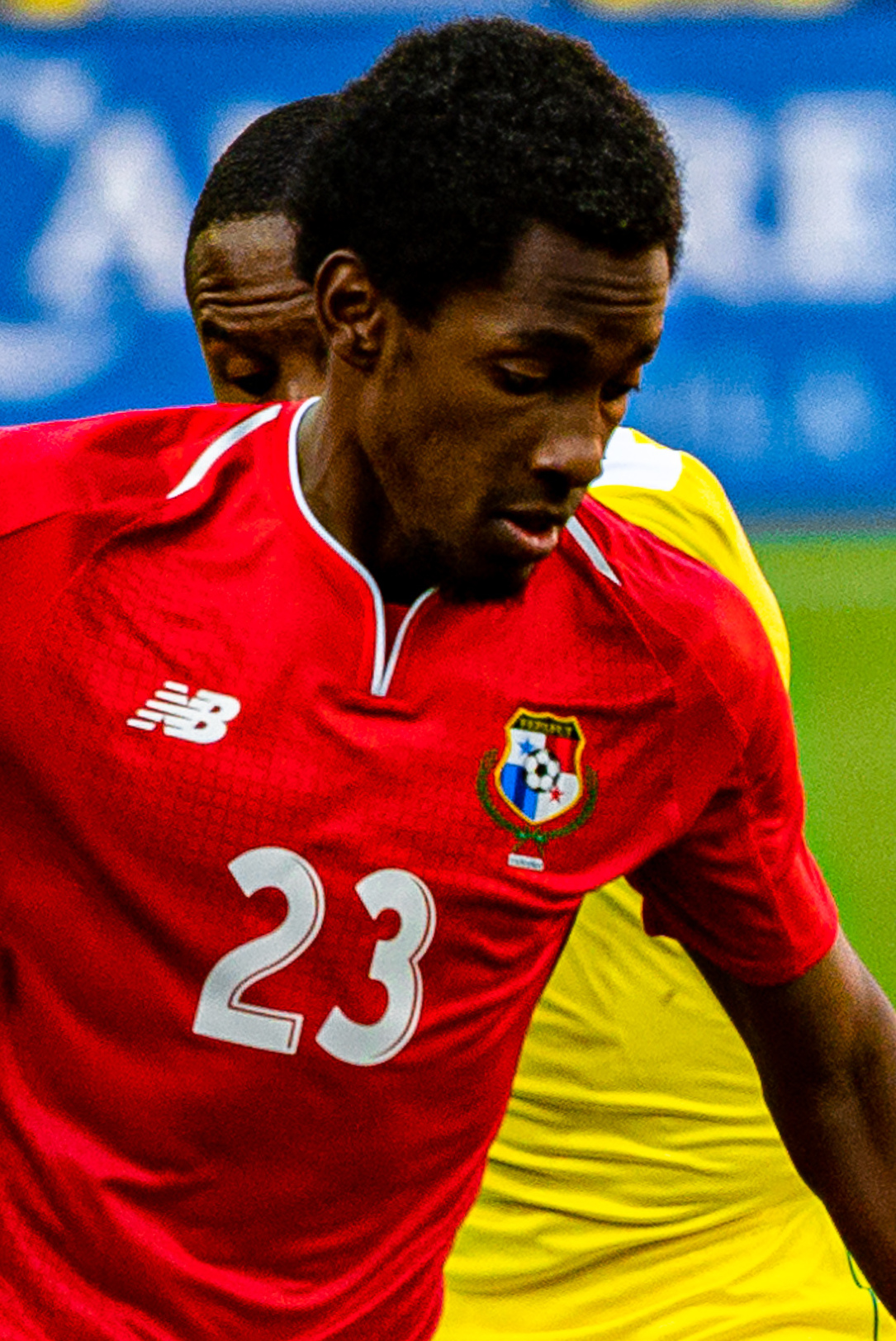
Murillo avec le Panama en 2019.

Le 22 juin 2017, il fait partie des 23 appelés par le sélectionneur national pour la Gold Cup 2017. Puis, le 15 juillet, il inscrit son deuxième but en sélection lors du troisième match de la compétition, contre la Martinique (victoire 3-0).[réf. souhaitée]
Il fait partie de la liste des vingt-trois joueurs panaméens sélectionnés pour disputer la Coupe du monde de 2018 en Russie, la première de l'histoire du Panama. Il participe à deux matchs de poules en tant que titulaire : l'un face à la Belgique (défaite 3-0) et l'autre face à l'Angleterre (défaite 6-1).[réf. souhaitée]

## Statistiques

### En club
| Saison                | Club                         | Championnat           | Championnat | Championnat | Championnat | Coupe(s) nationale(s) | Coupe(s) nationale(s) | Coupe(s) nationale(s) | Compétition(s) continentale(s) | Compétition(s) continentale(s) | Compétition(s) continentale(s) | Compétition(s) continentale(s) | Total | Total | Total |
| Saison                | Club                         | Division              | M.          | B.          | P.d.        | M.                    | B.                    | P.d.                  | Comp.                          | M.                             | B.                             | P.d.                           | M.    | B.    | P.d.  |
| 2014-2015             | San Francisco FC             | Liga Panameña         | 8           | 0           | 0           | -                     | -                     | -                     | -                              | -                              | -                              | -                              | 8     | 0     | 0     |
| 2015-2016             | San Francisco FC             | Liga Panameña         | 21          | 3           | 0           | -                     | -                     | -                     | LCC                            | 3                              | 0                              | 0                              | 24    | 3     | 0     |
| 2016-2017             | San Francisco FC             | Liga Panameña         | 13          | 0           | 0           | -                     | -                     | -                     | -                              | -                              | -                              | -                              | 13    | 0     | 0     |
| Sous-total            | Sous-total                   | Sous-total            | 42          | 3           | 0           | -                     | -                     | -                     | -                              | 3                              | 0                              | 0                              | 45    | 3     | 0     |
| 2017                  | Red Bulls de New York (prêt) | MLS                   | 20          | 2           | 0           | 2                     | 0                     | 0                     | LCC                            | 0                              | 0                              | 0                              | 22    | 2     | 0     |
| 2018                  | Red Bulls de New York        | MLS                   | 27          | 1           | 3           | -                     | -                     | -                     | LCC                            | 6                              | 0                              | 1                              | 33    | 1     | 4     |
| 2019                  | Red Bulls de New York        | MLS                   | 22          | 1           | 3           | -                     | -                     | -                     | LCC                            | 3                              | 0                              | 0                              | 25    | 1     | 3     |
| Sous-total            | Sous-total                   | Sous-total            | 69          | 4           | 6           | 2                     | 0                     | 0                     | -                              | 9                              | 0                              | 1                              | 80    | 4     | 7     |
| 2019-2020             | RSC Anderlecht               | Division 1A           | 8           | 1           | 2           | -                     | -                     | -                     | -                              | -                              | -                              | -                              | 8     | 1     | 2     |
| 2020-2021             | RSC Anderlecht               | Division 1A           | 36          | 4           | 4           | 3                     | 0                     | 0                     | -                              | -                              | -                              | -                              | 39    | 4     | 4     |
| 2021-2022             | RSC Anderlecht               | Division 1A           | 34          | 2           | 4           | 5                     | 1                     | 3                     | C4                             | 3                              | 0                              | 0                              | 42    | 3     | 7     |
| 2022-2023             | RSC Anderlecht               | Division 1A           | 29          | 3           | 3           | 2                     | 0                     | 0                     | C4                             | 14                             | 3                              | 2                              | 45    | 6     | 5     |
| Sous-total            | Sous-total                   | Sous-total            | 107         | 10          | 13          | 10                    | 1                     | 3                     | -                              | 17                             | 3                              | 2                              | 134   | 14    | 18    |
| 2023-2024             | Olympique de Marseille       | Ligue 1               | 16          | 3           | 2           | 2                     | 0                     | 0                     | C3                             | 7                              | 0                              | 0                              | 25    | 3     | 2     |
| 2024-2025             | Olympique de Marseille       | Ligue 1               | 30          | 1           | 3           | 2                     | 0                     | 0                     | -                              | -                              | -                              | -                              | 32    | 1     | 3     |
| 2025-2026             | Olympique de Marseille       | Ligue 1               | 1           | 0           | 0           | -                     | -                     | -                     | C1                             | -                              | -                              | -                              | 1     | 0     | 0     |
| Sous-total            | Sous-total                   | Sous-total            | 47          | 4           | 5           | 4                     | 0                     | 0                     | -                              | 7                              | 0                              | 0                              | 58    | 4     | 5     |
| Total sur la carrière | Total sur la carrière        | Total sur la carrière | 265         | 21          | 23          | 16                    | 1                     | 3                     | -                              | 36                             | 3                              | 3                              | 317   | 25    | 29    |

### En équipe nationale
| Saison                | Sélection             | Phases finales                          | Phases finales | Phases finales | Phases finales | Éliminatoires CDM | Éliminatoires CDM | Éliminatoires CDM | Ligue Nations CONCACAF | Ligue Nations CONCACAF | Ligue Nations CONCACAF | Matchs amicaux | Matchs amicaux | Matchs amicaux | Total | Total | Total |
| Saison                | Sélection             | Compétition                             | M              | B              | Pd             | M                 | B                 | Pd                | M                      | B                      | Pd                     | M              | B              | Pd             | M     | B     | Pd    |
| --------------------- | --------------------- | --------------------------------------- | -------------- | -------------- | -------------- | ----------------- | ----------------- | ----------------- | ---------------------- | ---------------------- | ---------------------- | -------------- | -------------- | -------------- | ----- | ----- | ----- |
| 2015-2016             | Panama                | -                                       | -              | -              | -              | -                 | -                 | -                 | -                      | -                      | -                      | 2              | 1              | 0              | 2     | 1     | 0     |
| 2016-2017             | Panama                | Copa Centroamericana 2017+Gold Cup 2017 | 4+4            | 0+1            | 0              | 3                 | 0                 | 0                 | -                      | -                      | -                      | 2              | 0              | 0              | 13    | 1     | 0     |
| 2017-2018             | Panama                | Coupe du monde 2018                     | 2              | 0              | 0              | 2                 | 0                 | 0                 | -                      | -                      | -                      | 5              | 0              | 0              | 9     | 0     | 0     |
| 2018-2019             | Panama                | Gold Cup 2019                           | 4              | 0              | 0              | -                 | -                 | -                 | -                      | -                      | -                      | 7              | 0              | 0              | 11    | 0     | 0     |
| 2019-2020             | Panama                | -                                       | -              | -              | -              | -                 | -                 | -                 | 2                      | 0                      | 0                      | -              | -              | -              | 2     | 0     | 0     |
| 2020-2021             | Panama                | -                                       | -              | -              | -              | 3                 | 0                 | 1                 | -                      | -                      | -                      | 2              | 0              | 0              | 5     | 0     | 1     |
| 2021-2022             | Panama                | -                                       | -              | -              | -              | 14                | 0                 | 2                 | 3                      | 0                      | 1                      | -              | -              | -              | 17    | 0     | 3     |
| 2022-2023             | Panama                | Ligue des nations 2023+Gold Cup 2023    | 1+2            | 0+1            | 0+1            | -                 | -                 | -                 | 1                      | 0                      | 0                      | 3              | 4              | 0              | 7     | 5     | 1     |
| 2023-2024             | Panama                | Copa América 2024                       | 4              | 1              | 0              | 2                 | 0                 | 1                 | 4                      | 1                      | 0                      | 1              | 0              | 0              | 11    | 2     | 1     |
| 2024-2025             | Panama                | Gold Cup 2025                           | 3              | 0              | 2              | 2                 | 0                 | 1                 | 2                      | 0                      | 0                      | 2              | 0              | 0              | 9     | 0     | 3     |
| Total sur la carrière | Total sur la carrière | Total sur la carrière                   | 24             | 3              | 3              | 26                | 0                 | 5                 | 12                     | 1                      | 1                      | 24             | 5              | 0              | 86    | 9     | 9     |

## Palmarès

### Palmarès collectif
| San Francisco FC (2)                                                                       | Red Bulls de New York (1)                                                         | RSC Anderlecht                         | Olympique de Marseille                         | Panama                                                                  |
| ------------------------------------------------------------------------------------------ | --------------------------------------------------------------------------------- | -------------------------------------- | ---------------------------------------------- | ----------------------------------------------------------------------- |
| - Championnat du Panama - Champion : 2014 (ouverture) - Coupe du Panama - Vainqueur : 2015 | - Supporters' Shield - Vainqueur : 2018 - Coupe des États-Unis - Finaliste : 2017 | - Coupe de Belgique - Finaliste : 2022 | - Championnat de France - Vice-champion : 2025 | - Copa Centroamericana - Finaliste : 2017 - Gold Cup - Finaliste : 2023 |

### Distinctions personnelles
● Olympien du mois en décembre 2023 avec l'Olympique de Marseille.